# Nizozemsko na Letních olympijských hrách 1992
Nizozemsko na Letních olympijských hrách 1992 ve španělské Barceloně reprezentovala výprava 201 sportovců, z toho 117 mužů a 84 žen ve 20 sportech.

## Medailisté
| Medaile | Jméno | Sport      | Disciplína                      |
| ------- | --- | ---------- | ------------------------------- |
| Zlato   | Ellen van Langenová | Atletika   | Ženy běh na 800 m               |
| Zlato   | Jos Lansink Piet Raymakers Jan Tops | Jezdectví  | Parkurové skákání - družstvo    |
| Stříbro | Orhan Delibaş | Box        | Muži lehkotěžká váha do 71 kg   |
| Stříbro | Erik Dekker | Cyklistika | Muži silniční závod jednotlivců |
| Stříbro | Léon van Bon | Cyklistika | Muži bodovací závod             |
| Stříbro | Piet Raymakers | Jezdectví  | Parkurové skákání - jednotlivci |
| Stříbro | Tineke Bartels Ellen Bontje Anky van Grunsvenová Annemarie Sanders | Jezdectví  | Drezura - družstva              |
| Stříbro | Edwin Benne Peter Blangé Ron Boudrie Henk-Jan Held Martin van der Horst Marko Klok Olof van der Meulen Jan Posthuma Avital Selinger Martin Teffer Ronald Zoodsma Ron Zwerver | Volejbal   | turnaj mužů                     |
| Bronz   | Arnold Vanderlyde | Box        | Muži váha těžká do 91 kg        |
| Bronz   | Monique Knol | Cyklistika | Ženy silniční závod jednotlivců |
| Bronz   | Ingrid Haringa | Cyklistika | Ženy sprint                     |
| Bronz   | Theo Meijer | Judo       | Muži do 95 kg                   |
| Bronz   | Irene de Koková | Judo       | Ženy do 72 kg                   |
| Bronz   | Dorien de Vries | Jachting   | Ženy třída Windglider           |
| Bronz   | Nico Rienks Henk-Jan Zwolle | Veslování  | Muži dvojskif                   |